# マテイ・チェルニック
マテイ・チェルニック（Matej Černič, 1978年9月13日 - ）は、イタリアの元男子バレーボール選手。ゴリツィア出身。元イタリア代表。

## 来歴
地元ゴリツィアのジュニアチームから、1997年、セリエA・ボローニャへ入団。フェラーラを経て、2002年にモデナへ移籍し、2004年のCEVカップ優勝に貢献した。
2006年にギリシャリーグのイラクリス・テッサロニキでギリシャカップ優勝を経験、翌年からはロシアスーパーリーグのファケル・ノヴィ・ウレンゴイとディナモ・モスクワでプレーした。2008年にセリエAへ復帰し、ターラントに移籍。2009年からペルージャ・バレーに所属した。
1998年5月9日、フィデンツァで行われたポーランド戦で19歳で代表デビューを飾り、通算172試合に出場。イタリア代表のレフトのウイングスパイカーとして出場した、2004年アテネオリンピックで銀メダルを獲得した。
ワールドリーグ、欧州選手権などでも活躍し、欧州選手権では2大会連続優勝（2003年、2005年）を経験した。

## 球歴
ナショナルチーム代表歴
- オリンピック - 2004年（銀メダル）
- ワールドカップ - 2003年（銀メダル）
- ワールドグランドチャンピオンズカップ - 2005年（3位）
- ワールドリーグ - 2001年、2004（準優勝）、2003年（3位）
- 欧州選手権 - 2003年、2005年（優勝）

クラブチーム優勝歴
- CEVカップ - 2004年
- トップチームズカップ - 2007年
- ギリシャカップ - 2006年

## 所属クラブ
- ジネッラ・バレー・ボローニャ（1997-1998年）
- 4トッリ・フェラーラ・バレー（1998-2002年）
- パッラヴォーロ・モデナ（2002-2005年）
- イラクリス・テッサロニキ（2005-2006年）
- ファケル・ノヴィ・ウレンゴイ（2006-2007年）
- ディナモ・モスクワ（2007-2008年）
- プリズマ・ターラント（2008-2009年）
- ペルージャ・バレー（2009-2010年）
- アセッコ・レソヴィア・ジェシュフ（2010-2011年）
- カッリポ・ヴィボ・ヴァレンツィア（2011-2012年）
- フェネルバフチェSK（2012-2013年）
- コリリアーノ・バレー（2013-2014年）
- パッラヴォーロ・マテーラ（2014-2015年）
- Aurispa Alessano（2015-2017年）
- Maury's Italiana Assicurazioni Tuscania（2017-2018年）
- Pag Taviano（2018-2019年）
- M2G Group Bari（2019-2020年）
- Volley Club Grottaglie（2020-2022年）